# William Butterworth Bayley
William Butterworth Bayley (3 novembre 1781 – St Leonards-on-Sea, 20 maggio 1860) è stato un diplomatico e politico britannico.
Fu governatore generale provvisorio dell'India dal 13 marzo al 4 luglio del 1828 e direttore della Compagnia britannica delle Indie orientali a più riprese dal 1833 al 1858.

## Biografia
William Bayley era figlio di Thomas Butterworth Bayley, di Hope Hall, Eccles, già alto sceriffo del Lancashire nel 1768. Venne educato all'Eton College ed era intenzionato ad iscriversi all'Università di Cambridge quando suo padre gli procurò un incarico presso il governo coloniale nel Bengala. Raggiunse l'India nel 1799, appena in tempo per entrare nel nuovo college di Fort William, che Lord Wellesley aveva recentemente aperto per l'educazione dei funzionari del governo coloniale inglese in India. In quegli anni studiò quindi l'hindustani ed il persiano, motivo per cui nel 1803 venne nominato assistente dell'ufficio del governatore generale. In questo suo nuovo incarico ebbe modo di essere notato direttamente da lord Wellesley e, per quanto questi non mirasse alla carriera amministrativa coloniale, la preferì a quella diplomatica, rimanendo fedelmente ancorato ai suoi uffici.
Nel 1805, divenne impiegato presso il tribunale locale e poi nel 1807 venne nominato interprete presso una commissione che, sotto la guida di St. George Tucker, avrebbe dovuto regolare la gestione delle terre da poco acquisite dal governo britannico in India, note come Province Nord-occidentali. Nel 1813 divenne giudice a Burdwan. Nel 1819 divenne primo segretario del nuovo governo, entrando in contatto coi principali vertici del governatorato indiano dell'epoca. Nel 1827 venne ammesso nel consiglio del governatorato e nel 1828 fu provvisoriamente governatore generale dell'India da marzo a luglio tra la morte di lord Amherst e sino all'arrivo del suo successore, lord William Bentinck.
Nel novembre del 1830, tornò in Inghilterra. Nel 1833 venne eletto direttore della Compagnia britannica delle Indie orientali, rimanendo in carica a più riprese sino al 1854. Rifiutò ad ogni modo un seggio del nuovo Consiglio d'India che de facto abolì la Compagnia britannica delle Indie orientali statalizzandola nel 1859. Fu padre di Steuart Bayley.
Morì nel 1860 a St Leonards-on-Sea.